# Marrok
Marrok ist eine Metal- bzw. Rockband aus Steyr (Oberösterreich).

## Name
Der Name Marrok geht zurück auf die Legende eines keltischen Ritters, der sich in einen Werwolf verwandelte.

## Geschichte
Gegründet wurde die Band 1998 in Steyr. 2002 erschien mit der selbst produzierten EP Extreme die erste Platte der Band. 2005 bekam die Band den Austrian Newcomer Award. Nachdem 2005 Schlagzeuger Alexander Grassler und Bassist Andreas Krawinkler nicht mehr miteinander Musik machen wollten, verließen sie Ende 2005 die Band. Das einzige noch übrig gebliebene Gründungsmitglied war Frontmann Brian Pearl, der sich 2006 auf die Suche nach neuen Musikern machte und an einem neuen Album arbeitete.
2009 meldete sich Marrok mit neuer Besetzung und dem Album Reawakening zurück. Das Album wurde bei Marrok Music Productions aufgenommen, dem eigenen Studio von Brian Pearl in Bad Hall. 2010 nahm die Band an zahlreichen Bandcontests teil, gewann den „International Live Award“-Bandwettbewerbs in Wien und erlangte so in der Szene Bekanntheit. Zudem wurde mit No Time to Die auch erstmals eine Single inklusive eines Videos veröffentlicht. 2010 gab die Band auch erstmals größere Konzerte. So trat sie unter anderem am Maifest und Donauinselfest auf und war Vorband von bekannten amerikanischen Rockgruppen wie Papa Roach, Skindred oder Alter Bridge.
2011 kam das dritte Album namens Midnight Carnival auf den Markt, diesmal in Zusammenarbeit mit dem Wiener Label Hoanzl. Im April desselben Jahres wurde die Band Sieger beim „gotv hosted by user“-Voting über die beste Band Österreichs.
2012 wurde die Band für den Amadeus Austrian Music Award in der Kategorie „Hard & Heavy“ nominiert, weiters bekam die Band den Goldenen Pinguin der Musik-Zeitschrift Xpress verliehen, den auch schon Michael Jackson oder Falco entgegennehmen durften.
Im August 2012 wurde das vierte Studioalbum Days of Mercury veröffentlicht und stieg in den iTunes Rock Charts auf Platz 1 ein.
Das erste Video des Albums Revolution of Heroes wurde komplett mit der Greenscreen-Technik gedreht und erzählt die Geschichte einer sterbenden Welt. 2013 spielt die Band gemeinsam mit Rammstein, Thirty Seconds to Mars und anderen am Nova Rock Festival in Nickelsdorf und eine Woche danach am See Rock Festival, bei dem auch Genregrößen wie Iron Maiden, Motörhead oder Limp Bizkit dabei sind, sowie am Donauinselfest.

## Stil
In den früheren Jahren spielte die Band eher eine Mischung aus Funk, Metal und Crossover, entwickelte sich aber über die Jahre, vor allem durch die Umbesetzung 2006 zu einer Band, die eher auf melodischen Metal und Rock setzte.
Als Einflüsse nennt die Band unter anderem Alter Bridge, Dream Theater, Papa Roach, Avenged Sevenfold, Rory Gallagher, Slipknot und Marilyn Manson.

## Diskografie
- 2002: The Extreme LP (Eigenproduktion)
- 2005: Record (Limited Edition von The Extreme LP mit 3 Bonustracks)
- 2005: Enter the Backstage Area (Live-DVD)
- 2009: Reawakening (LP, Nemesis Records)
- 2010: No Time to Die (Single, Nemesis Records)
- 2011: Midnight Carnival (LP, Nemesis Records / Hoanzl[16])
- 2012: Days of Mercury (LP, Brainstorm Music Marketing)
- 2017: Me vs. Me (LP, MetalSpiesser Records)